# 크리스피 크림
크리스피 크림(Krispy Kreme)은 미국의 도넛 체인 회사이다. 모회사의 명칭은 Krispy Kreme Doughnuts, Inc(NYSE: KKD)이다. 1937년에 미국 노스캐롤라이나주 윈스턴세일럼(Winston-Salem)에서 시작되었으며, 샬럿에 본사가 위치해 있다. 크리스피 크림 도넛은 미국 전통의 글레이즈드 도넛으로 유명하다.

## 핫 나우
크리스피 크림은 독특한 마케팅으로 광고를 많이 하지 않으면서 시장에 자사 제품을 홍보하는데 가장 유명한 것이 빨간색의 핫 나우(HOT NOW) 사인이다. 핫 나우는 지금 크리스피 크림 매장에서 따뜻한 도넛이 나오고 있다는 표시이며 이 시간 동안 매장을 방문하면 크리스피 크림의 대표 도넛인 오리지널 글레이즈드를 맛볼 수 있다. 즉, 고객이 지정된 시간에 자사의 도넛을 맛볼 수 있으며 도넛을 맛보면서 자사의 도넛 맛을 알리고 이로 인해 고객의 구매를 유도한다는 것이다. 크리스피 크림 매장에서 핫 나우 시간은 조정은 가능하지만 핫 나우 시간에 도넛을 제공하는 큰 원칙은 변함없이 지켜지고 있다.

## 매장

### 대한민국
크리스피 크림은 아시아 최초로 대한민국에 1호점을 서울특별시 서대문구 신촌에 오픈하고 대한민국 내에 130개 점포(2016년 9월 30일 기준)를 운영 중이며, 생산이 가능한 모든 점포에서 핫 나우 사인을 운용 중이나, 일부 점포는 직접 생산을 하지 않는 관계로 핫 나우 사인을 운용하지 않는다.
대한민국 내에서는 롯데GRS에서 크리스피 크림의 라이선스를 받아 운영한다. 각 매장은 별도로 사업자 등록이 되어 있지 않고 (주)롯데리아의 이름으로 매장을 운영하며 결제시 영수증에 롯데지알에스(주)로 표기된다. 모든 도넛은 매장에서 생산하고 대한민국 내 10개 정도의 매장과 백화점 매장은 생산을 안 하고 인근 점포에서 도넛을 공급받는다. 원두를 배전 후 수입하는 것이 아니라 원두만 수입한 후 대한민국에서 배전해서 생산 후 1개월 내에 매장에서 사용하고 있다.
- 서울특별시 : 29개
- 부산광역시 : 7개
- 대구광역시 : 7개
- 인천광역시 : 6개
- 광주광역시 : 3개
- 대전광역시 : 4개
- 울산광역시 : 1개
- 세종특별자치시 : 1개
- 경기도 : 28개
- 강원도 : 7개
- 충청북도 : 7개
- 충청남도 : 3개
- 전라북도 : 5개
- 전라남도 : 4개
- 경상북도 : 9개
- 경상남도 : 9개

### 아시아
크리스피 크림은 전 세계 10개국에 매장을 가지고 있으며 중국 1호점을 2008년 11월에 오픈하면서 전 세계 11개국에 매장을 운영 중이다.
일본 크리스피 크림의 경우 2006년 6월 26일에 일본 롯데가 70%, 리범프社가 30% 출자하여 설립했다. 일본 크리스피 크림도 매장에서 직접 도넛을 제조하며 원두는 수입한 후 일본 롯데리아에서 배전 후 제공하고 있다. 한국 크리스피 크림이 일본 진출시 거의 모든 점을 미국 본사와 협의하여 진행하여 기본적인 시스템은 한국과 동일하나 일본의 경우 매장에 좌석이 많이 없다는 점이 특징이다. 일본 크리스피 크림에 좌석이 많이 없는 이유는 크리스피 크림 도넛 매장이 많이 없는 관계로 대기 시간이 길고 매장에서 먹는 고객보다 1더즌(12개포장 단위)이상 구매하는 고객이 많기 때문이라고 한다. 일본 크리스피 크림은 향후 5년간 30~50개의 점포를 출점할 계획이다.
홍콩 크리스피 크림은 발달된 먹거리 문화로 크리스피 크림이 금융권을 중심으로 커피 문화로 매장 진입에 성공했으나 높은 비용과 2008년 9월에 불어닥친 금융 위기로 인한 수익성 악화로 인해 공항 내 2개 점포를 제외한 모든 홍콩 내 점포는 2008년 10월 27일 폐쇄했다.

### 북미
미국 크리스피 크림은 매장 판매와 홀세일(도매 판매)를 겸업했으나 트랜스지방 문제와 고칼로리로 인해 매장이 많이 줄어들고, 홀세일로 인한 품질 관리 실패로 매장이 많이 줄어들고 있는 추세이다. 튀김기름을 기존 쇼트닝에서 하이올레익(해바라기씨기름)으로 변경하고 홀세일을 축소하는 등의 노력을 하고 있다.(하이올레익유는 한국 크리스피 크림이 사용하기 시작했으며 2008년부터는 미국 크리스피 크림도 단계적으로 쇼트닝에서 하이올레익유로 튀김기름을 변경 중이라고 한다.)

## 사진

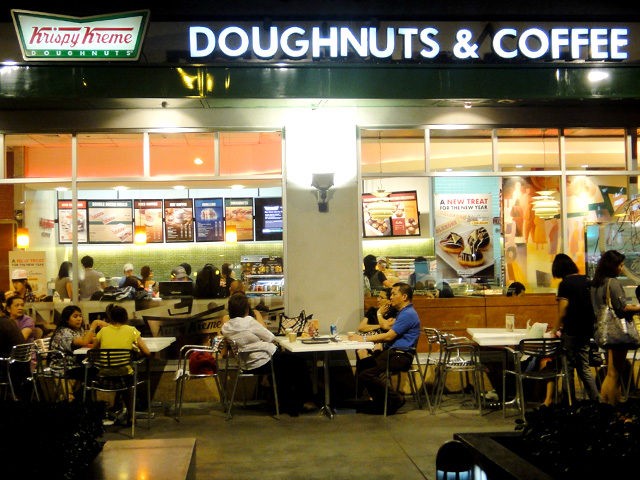
크리스피 크림 매장의 모습
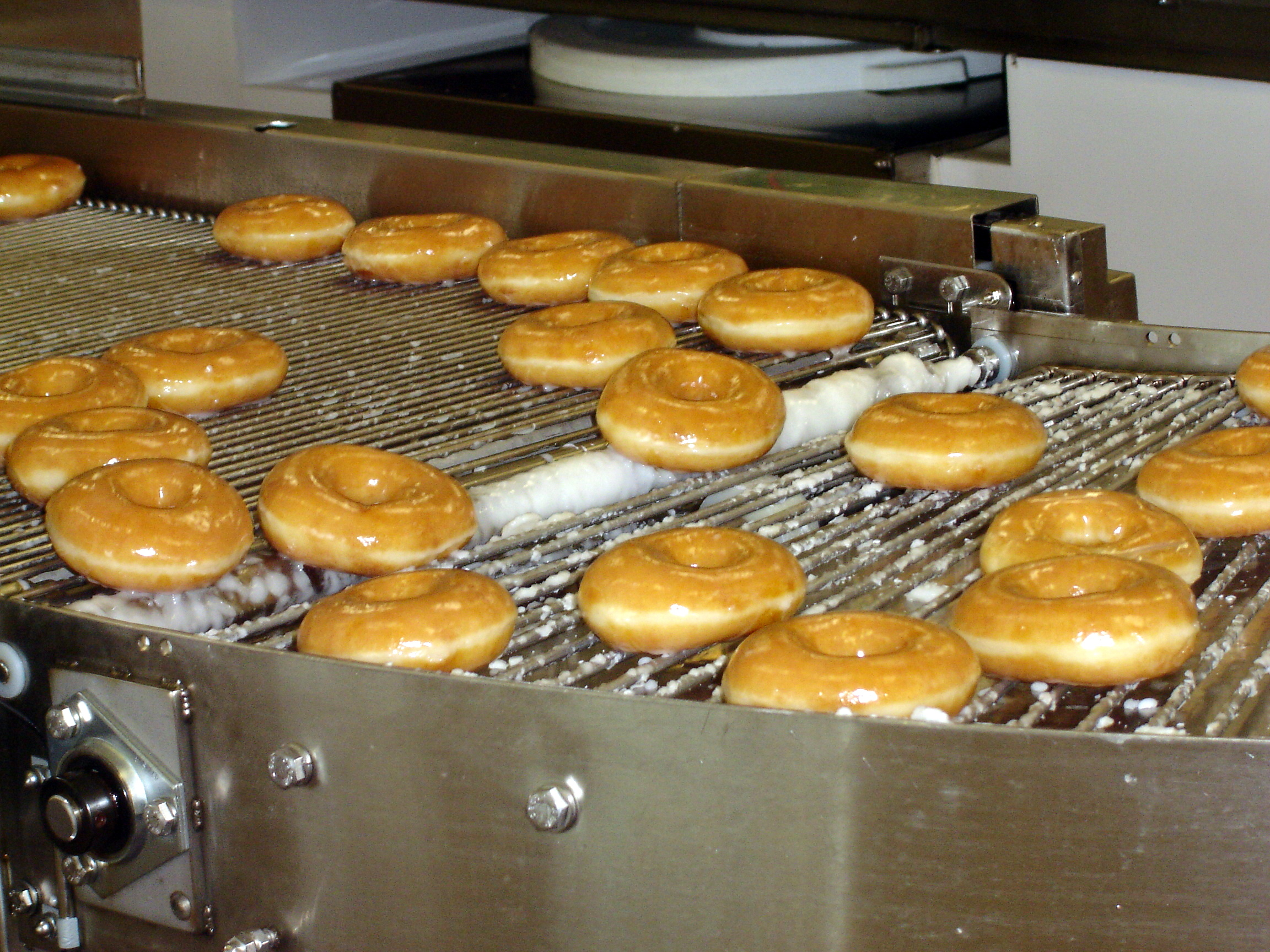
오스트레일리아의 시드니 크리스피 크림 체인점에서 만들어지고 있는 크리스피 크림 도넛

## 논란

### 종로점 승려 출입 금지 논란
커피를 구매하기 위해 출입한 승려 원영을 출입하지 못하게 하여 논란이 되었다. 승려 원영의 내용에 따르면 직원이 아닌 한 중년 여성에게 제지 당했다고 한다.